# 格鲁特诉布林格案
格鲁特诉布林格案 (Grutter v. Bollinger)，539 U.S. 306 (2005)，是美国最高法院2003年裁决的一个里程碑式案件，支持并维持了密歇根大学法学院的大学平权法案招生政策。桑德拉·戴·奥康纳大法官联名史蒂文斯、苏特、金斯伯格、布雷耶大法官以5-4的多数意见判决密歇根大学法学院对于促进班级中的种族多元化有高度的重视。最高法院认为，尽管具有种族意识的录取程序有偏袒“未被充分代表的少数族裔”之嫌，但这个评估程序也会同时考虑到许多其它的基于每位申请人个人条件的因素，因此该程序并不等同于种族配额制度——该制度在1977-78年的加州大学董事会诉巴基案中已被判违宪。
大法官鲁斯·金斯伯格和史蒂芬·布雷耶支持此次判决，但他们也同时声明他们并不赞同法院判决书中关于「本案的平权措施在25年内將没有必要」的看法。
首席大法官威廉·伦奎斯特与联名的大法官斯卡利亚、肯尼迪、托马斯均表示不服此次判决，他们指这类的录取程序实际上是不加掩饰的且违宪的种族配额程序。伦奎斯特援引了非裔美国人申请者在所有申请者中的比例几乎等同于非裔美国人被录取的比例的事实来佐证自己的反对判决的观点。
大法官安东尼·肯尼迪也同样不服判决，他认为最高法院没有执行巴基案中大法官刘易斯·鲍威尔执笔的裁决中要求的严格审查程序。大法官安东宁·斯卡利亚和克拉伦斯·托马斯都分别表示反对此次判决。

## 案件
原告芭芭拉·格鲁特是一位密歇根州公民，她大学毕业时的成绩平均积点（简称GPA）为3.8，法学院入学考试（简称LSAT）分数为161。 尽管已经达到了学业水平要求，但密歇根大学法学院仍拒绝了格鲁特的入学申请。格鲁特因此提起了诉讼，她指控被告对于她的基于种族的歧视已违反了宪法第十四条修正案、1964年民权法案第六章及民权法42 U.S.C. § 1981；校方在录取过程中视种族为一个“主导的”因素，给予特定的少数族裔群体以相较于同级的、不受欢迎的种族群体更大的录取机会；以及被告并不重视解释种族区分的使用。李·布林格（时任密歇根大学校长）是本案中的被告。
密歇根大学辩解称，保障少数族裔，特别是非裔和西班牙裔学生群体的“临界数量”，一直是学校的高度重视的核心价值之一，而学生主体也意识到了这点的重要性。校方声称这项工作致力于“确保这些少数族裔学生不会感受到被孤立或被认为是他们种族的代言人，为多样性的教育效益所依赖的互动模式提供充分平等的机遇，以及激发所有学生批判性思考和重新审视刻板成见的能力。”
- 联邦地区法院判定，密歇根大学法学院在招生程序中引入种族因素是违法的。
- 联邦第六巡回法院撤消了上述裁决，认为巴基案中刘易斯·鲍威尔大法官的意见是结合先例而将种族多样化定为一个州的必要利益；以及密歇根大学录取程序中的种族使用是经过严谨设计的，种族仅仅是一个“潜在的‘附加’因素”且该录取计划与当年被鲍威尔大法官赞许并追加到巴基案判决意见中的哈佛大学招生计划高度相似。
- 最高法院肯定了第六巡回法院对地区法院判决的撤销，从而维持了密歇根大学的招生政策。

## 下级法院
2001年3月，美国联邦地区法院法官伯纳德·弗里德曼裁定密歇根大学的招生政策违宪，理由是这个制度“明显地考虑了”种族因素且“与种族配额制度几乎没有区别”。2002年5月，第六巡回上诉法院通过引用巴基案的判决意见推翻了这项裁决，允许种族因素使用的存在，并让其促进种族多样化的“必要利益”的实行。原告格鲁特随后要求最高法院复审。最高法院同意审理此案，这是自25年前里程碑式的巴基案以来最高法院第一次受理教育平权案件。
2003年4月1日，美国最高法院听取了格鲁特的口头辩论。法院在当日就对外放出了该答辩的录音文件，这是最高法院第二次在答辩当日公布辩论的录音文件，第一次当日公布的案件是标志2000年美国总统大选正式落幕的布什诉戈尔案（引注案号531 U.S. 98）。

## 最高法院的判决
由大法官桑德拉·戴·奥康纳签署的最高法院多数判决意见认为，美利坚合众国宪法“并不禁止法学院的这种为拓宽多样化学生主体的教育利益而严谨设计出的涉及到种族因素使用的招生手段”。法院同时认为，法学院在确保少数族裔学生的“临界数量”上的做法是“经过特别设计的”。奥康纳指出，在未来的某个时候，也许是25年后，以促进多样性为目的的种族平权行动将不再是必要的。这意味着平权行动不应被授予永久的合法地位，且美国社会最终将会实行“色盲”政策。判决意见写道：“以族裔作为考虑因素之一的招生手段必须有时间限制。”“尽快地寻找一个种族中立的招生方案来替换并中止掺杂有种族偏好因素的方案是再好不过的。本法院期望25年后，社会将不再需要用于拓宽必要利益使用的带有种族偏好的程序。”托马斯大法官在他的异议意见中重复了“25年后”这个词组，写道这个系统在现在看来就是非法的，他对于多数意见的同意仅局限于“25年后该系统仍然会违法”这个观点上。
这一判决很大程度上维持了当年鲍威尔大法官对于巴基案的判决，即允许招生计划中考虑种族因素，但禁止出现违法的配额制度。
今时今日，美国的公立大学和公立的高等教育公共机构被允许在招生计划中将种族视作一个附加因素来决定哪些学生能够获得录取资格。尽管种族可能不是唯一的因素，该决定仍合法化了招生机构在招生程序中将种族与其它学生的个性化因素结合起来审查学生的申请的方法。奥康纳的这个意见暂时回答了究竟高等教育的“多样性”是否是一个必要政府利益的问题。只要任何大学的招生程序经过“严谨设计”以达到实现多样性这个目的，最高法院就基本上会认定它是合法的。
持多数意见的是大法官奥康纳、史蒂文斯、苏特、金斯伯格和布雷耶，而首席大法官伦奎斯特和大法官斯卡利亚、肯尼迪与托马斯则持不同意见。持不同意见的大法官多质疑法学院的关于该种招生程序对于确保少数族裔学生的“临界数量”及提供更多元化的教育环境不可或缺的说法的有效性。
该案与2003年的格拉茨诉布林格案（引注案号539 U.S. 244）共同听审，在格拉茨案中，法院判定密歇根大学的另一个更刻板、基于分数的本科录取政策违宪，因为它基本上相当于配额制度。此案激发了破纪录的平权行动的支持者注册成为法院之友并在审理过程中提交案情文书。宾夕法尼亚州众议院议员马克·科恩代表宾夕法尼亚议会的现任及前任议员提交了一份法院之友文书，指格鲁特诉布林格案中桑德拉·戴·奥康纳的多数意见是一次“对包容社会目标的有力的肯定”。在格鲁特和格拉茨案中，奥康纳大法官都投出了起到决定性作用的摇摆票。

## 反对意见
首席大法官伦奎斯特联名大法官斯卡利亚、肯尼迪和托马斯反驳称法学院的招生政策是一次意图实现种族平衡的违宪尝试。伦奎斯特抨击密歇根大学法学院所追求的目标——确保少数族裔学生的“临界数量”，他指出，非裔、西班牙裔和原住民美国人学生的绝对数量差异很大这个事实与“所有少数族裔群体都需要同等规模的临界数量”这个概念是相矛盾的。他写到：
1995至2000年间，法学院录取了……13至19名……原住民学生、91至108名……非裔学生和47至56名……西班牙裔学生。人们不得不去相信，被告所提出的“临界数量”的目标，相较于非裔学生，在西班牙裔学生身上仅完成了一半，而在原住民学生身上更是仅完成了六分之一。”
通过列举往年的录取数据，伦奎斯特指出，某一特定种族的申请人的百分比和被录取人的百分比之间存在紧密的相关性，他还认为这些数据“不容忽视地精确，但校方甚少‘在意这些数字’”。
大法官托马斯则联名大法官斯卡利亚发表了措辞强硬的意见，对判决意见持部分肯定和部分反对的态度。他们主张，若密歇根州没有一座现存的、在一个种族中立的制度下进行招生的名牌大学，那么“密歇根大学法学院就应该被强制在课堂美学和它的排他性招生制度之间做出选择。”托马斯认为，在密歇根州，拥有一座名牌法学院并不是一个必要的州利益，因为有许多州份连一所法学院都没有，更不要说名牌法学院了。此外托马斯大法官指出，在1996年的合众国诉弗吉尼亚州案（引注案号518 U.S. 515）中，最高法院就有要求弗吉尼亚军事学院从根本上重建其录取程序和改变该学院的性质的先例。
托马斯大法官提出的另一项批评是将法学院与加州大学伯克利分校法学院进行比较，后者在1996年的加利福尼亚州209法案中被禁止“在公共教育中给予基于种族因素的优惠待遇”，但尽管被州宪法修正案禁止在招生程序中为少数族裔提供优惠政策，加州大学伯克利分校法学院之后仍实现了学生主体的多元化。根据托马斯的说法，“最高法院故意无视了加州和其它地方的真实经验，这同时引发了一个假设，即享有可与（密歇根大学法学院）的‘卓越声誉’……相媲美的名声的其它大学的使命感已经得到了满足，大可不必去诉诸种族歧视的废止。
针对奥康纳大法官多数意见的最后一个异议是该考虑种族因素的招生政策的合法时限的问题。托马斯大法官支持种族偏好将在25年之后非法的观点，然而他也表示事实上最高法院现在就应该认定在高等教育中基于种族因素的平权行动是非法的：
因此我所能理解的25年期限的实行仅仅是一个暂时的状态，之所以称之“暂时”是因为最高法院给予法学院的教育判断和拒绝改变其招生政策的做法的尊重会自行失效。就这点上，这些政策显然将不能够“消除任何种族或族裔（可感知到）需要消除”的歧视，因为不同族裔之间的学历差距仍然会普遍存在。[引文省略]最高法院依照严格的设计理念定义了这个时间限制，[内部引文省略]但我相信这个决定源于对严格定义今天我们所维护的广泛的国家利益的拒绝。[内部引文省略]通过以上评述，我同意法院多数意见第三部分的最后一句话。

然而对于不久的将来，多数意见将使《独立宣言》和《平等保护条款》中所体现的平等原则在实践中被削弱。1896年的普莱西诉弗格森案（引注案号163 U.S. 527, 559, [...]）中唯一的异议者约翰·马歇尔·哈伦说：“我们的宪法不歧视任何肤色，它既不了解也不容忍对公民的分级制度。”现在距弗雷德里克·道格拉斯呼吁我们充满智慧的先祖们“不要让我们做任何事！”以及这个国家通过宪法第十四修正案已经过去了将近140年，而现在我们必须要再等多25年去见证这项原则被法律保护。因此，我怀着尊重的态度反对该多数意见和判决的剩余部分。

## 社会效应
社会上有声音表达了对本案判决意见的社会影响的关注，担心意见中对平权行动定义的修改会产生负面影响。在本案之前，证明平权法案正当性所需的“必要利益”一直被用于消除历史上的歧视事件所造成的不良影响。换句话说，平权法案致力于为面对歧视的黑人或其他人种群体提供援助。与之相反，在奥康纳大法官的多数意见中，他认为更新后的“必要利益”会将关注点转向“谋取属于多样性学生主体的教育利益”上。

## 后续
本案判决后，有组织发起了请愿行动，要求修改密歇根州宪法。这次请愿促成的密歇根州民权倡议（亦称2号提案）在2006年11月通过，该倡议禁止了密歇根大学法学院在招生过程中掺入种族因素。该倡议与加利福尼亚州209法案和华盛顿州200号倡议存在共同点，就是这三者都禁止公立大学在招生程序中使用种族因素。
美国第六巡回上诉法院在五年后的2011年7月1日推翻了密歇根州民权倡议。玛莎·克雷格·道奇法官和小兰齐·盖伊·科尔法官说：”2号提案重塑了密歇根州的政治进程，导致少数族裔不得不承担更多的压力。“所有的上诉法院都于2012年11月16日确认同意了此次判决结果。倡议被推翻后，密歇根州总检察长比尔·舒特发布声明，称他会将此次判决上诉至最高法院。2013年3月25日，最高法院签发了一项调卷令，同意继续审理此案。2014年4月22日，最高法院在舒特控告捍衛平權行動聯盟案中最终判决密歇根州民权倡议胜诉。
2013年6月，最高法院受理了涉及德克萨斯大学奥斯汀分校招生系统的案件，即2013年费舍诉德州大学案。此案中，最高法院重申了在格鲁特案中的决定，即大学应该尊重学生多样性是一个州的必要利益这个原则，而更重要的是，法院裁定大学有权“不尊重”以种族为基础的平权行动对于维护多样性和教育利益是必要的这项原则。最高法院以申请复议为由将此案发回第五巡回上诉法院重审，而第五巡回法院的判决再次维护了德克萨斯大学的种族招生政策。而原告费舍就又一次不服判决上诉到最高法院，法院同意在2015-16年期间重审此案。
起诉德州大学奥斯汀分校的同一个宣传团体和法律团队于2014年11月再次向哈佛大学和北卡罗来纳大学教堂山分校提起了诉讼。这一系列的案件中，一部分正在排队等待美国地区法院的审理，而一部分则被搁置，等待最高法院对德州大学案做出进一步审理后提供指导。

## 擴展閱讀
- Bankston, Carl.  (PDF). Ohio State Law Journal. 2006, 67 (1): 1–13. （原始内容 (PDF)存档于2016-03-03）.
- Devins, Neal. . University of Pennsylvania Law Review. 2003, 152 (1): 347–383. JSTOR 3313063. doi:10.2307/3313063.
- Levy, Robert A.; Mellor, William H. . . New York: Sentinel. 2008: 198–214. ISBN 978-1-59523-050-8.
- Perry, Barbara A. . University Press of Kansas. 2007. ISBN 978-0-7006-1549-0.
- Pollak, Louis H. . Dædalus. 2005, 134 (1): 29–41. doi:10.1162/0011526053124488.
- Wilkenfeld, Joshua. . Columbia Law Review. 2004, 104 (8): 2291–2327. JSTOR 4099360. doi:10.2307/4099360.
- 从Grutter v. Bollinger案看美国少数族裔入学优惠政策在平等保护原则下的困境
- 被大學拒了？可能是你的種族不對 （页面存档备份，存于）
- 美国最高法院动态2013-2014（九）：我们赢了！哦，你赢了。 （页面存档备份，存于）
- 大學招生不再優待少數族裔，美最高法支持密歇根 （页面存档备份，存于）